# Ana María García Cavero
Ana María García Cavero (Valladolid, 1932) es una escultora española.

## Trayectoria
Nació en Valladolid en 1932. En 1967 comenzó sus estudios en la Real Academia de Bellas Artes de San Fernando donde se especializó en escultura. Posteriormente, completó sus estudios con las especialidades de huecograbado y medalla durante cuatro años. Fue discípula de los escultores Julio López Hernández y Francisco López Hernández. Realizó una exposición en 1977 con catálogo Ana María García Cavero: Un arte para el corazón de José Luis Martín Descalzo en la Diputación Provincial de Valladolid.
En 1980, Francisco Prados de la Plaza prologó el catálogo de la exposición realizada en Madrid. Realizó su tesis junto con el escultor Fernando Cruz Solís, El relieve a través de la historia del arte, (1981)  en la Universidad Complutense de Madrid (UCM).
Ha realizado encargos para la Fábrica Nacional de Moneda y Timbre, ganando en 1982 el accésit del Premio "Tomás Francisco Prieto" de su Museo por la medalla "Juan Ramón Jiménez". Un año antes ingresó en el cuerpo de funcionarios civiles de Estado por oposición. Ha estado al frente del Departamento de escultura del Museo Nacional Centro de Arte Reina Sofía en Madrid.

## Obra
Realiza bajorrelieves y medallas. La temática de su trabajo gira en torno a dos ejes, por un lado personajes familiares, y por otro personajes del ámbito artístico y cultural. Realiza medallas de escritores y músicos como Antonio Machado, García Lorca o Chaikovski. Trabaja con barro, bronce y piedra, principalmente, particularizando la técnica según el material.

Destaca su obra de bulto redondo como la escultura urbana de La niña María Pía en la Plaza de San Juan de Valladolid (1998), en la que retrata a su sobrina, en una talla en madera.

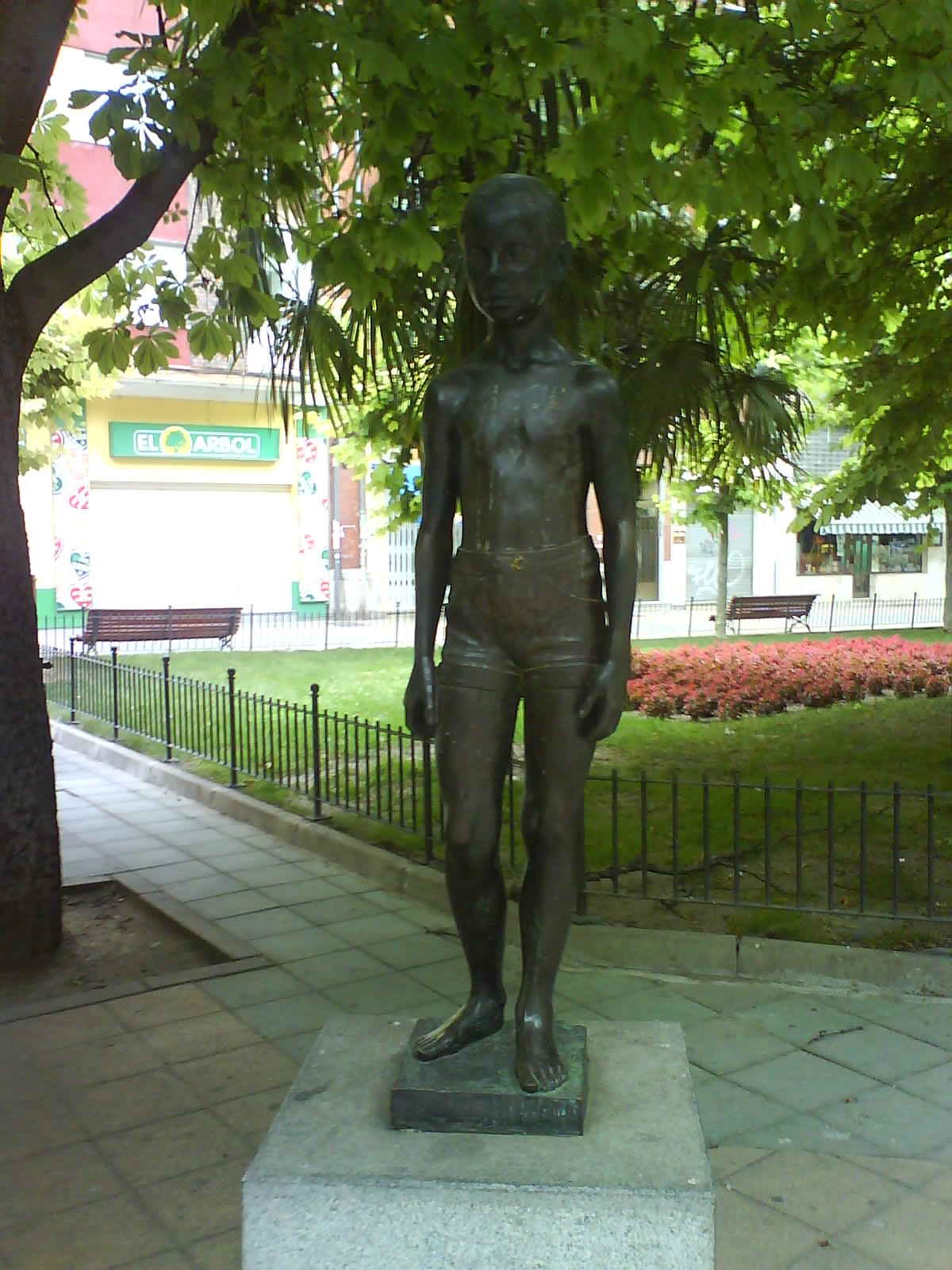
Estatua de la niña María Pía en la Plaza de San Juan de Valladolid (1998)